# Ида Прести
Ида Прести (фр. Ida Presti; Суреснес Париз, 31. мај 1924 — Рочестер Њујорк, 24. април 1967) била је француски класични гитариста и композитор. Прво је постала позната као чудо од детета, пре него што је сазрела у оно што је Алиса Артзт назвала "највећим гитаристкињом 20. века, а вероватно и свих времена".